# Saltburn
A Saltburn 2023-as thriller filmvígjáték, melynek rendezője, forgatókönyvírója és producere Emerald Fennell. A főbb szerepekben Barry Keoghan, Jacob Elordi, Rosamund Pike, Richard E. Grant, Alison Oliver, Archie Madekwe és Carey Mulligan látható. 
Az Oxfordban és Northamptonshire-ben játszódó történet középpontjában egy oxfordi diák áll. A fiú beleszeret népszerű arisztokrata diáktársába, aki később meghívja őt, hogy töltse a nyarat különc családja birtokán.
A Saltburn világpremierje az 50. Telluride Filmfesztiválon volt 2023. augusztus 31-én. Az Egyesült Királyságban és az Amerikai Egyesült Államokban ugyanazon a napon, 2023. november 17-én mutatták be a mozikban. November 22-én került az Egyesült Államokban széles körben bemutatásra, mielőtt december 22-én az Amazon Prime Video streamingszolgáltatáson megjelent volna, amelyen az egyik legtöbbet streamelt film lett. Magyarországon 2023. december 22-én a Amazon Prime Videón jelent meg. Általánosságban pozitív visszajelzéseket kapott a kritikusoktól, és két Golden Globe-díjra, valamint öt BAFTA-filmdíjra jelölték.

## Cselekmény
Anglia, 2000-es évek közepe: Oliver Quick az Oxfordi Egyetemen tanul. Nehezen találja meg a helyét a neves egyetemen. Egy nap megismerkedik a sármos arisztokrata Felix Cattonnal. Meghívja őt, hogy töltse a nyarat Saltburnben, különc családja hatalmas birtokán. Oliver számára ez egy olyan nyár, amelyet soha nem fog elfelejteni. 
Saltburnben Oliver találkozik Felix excentrikus szüleivel, Sir Jamesszel és Lady Elspeth-tel, nővérével, Venetiával és Elspeth barátnőjével, Pamelával, valamint amerikai unokatestvérével, Farleigh-val, akivel Oliver már oxfordi osztálytársként is rossz viszonyban volt. Oliver hamar elnyeri Félix családjának szimpátiáját (Farleigh kivételével), és Félix iránti megszállottsága egyre nő.
Egy éjszaka, miután végignézte, ahogy Felix a fürdőkádban maszturbál, kéjsóváran iszik a spermával kevert fürdővízből. Később meglátja a hálószobája ablaka előtt várakozó Venetiát, és orális szexet folytat vele, mialatt a lány éppen menstruál. Farleigh szemtanúja lesz a dolognak, és tájékoztatja Felixet, de Oliver azt állítja, semmi sem történt, amikor Felix rákérdez. Aznap este Oliver szexuálisan közeledik Farleigh-hez, és megfenyegeti őt. Másnap reggel James kidobja Farleigh-t a házból, miután a Sotheby's-ből megtudja, hogy el akarja adni James néhány értéktárgyát. 
A nyár végén Elspeth és James partit szervez Oliver születésnapjára. Felix meglepi Olivert egy kirándulással, hogy meglátogassa elhidegült édesanyját, ami Olivert pánikba ejti. A prescoti családi házba érve Felix rájön, Oliver hazudott neki a neveltetéséről. Az apja még él, egyik szülőjének sincs kábítószer- vagy mentális problémája, és egy tisztességes középosztálybeli külvárosban laknak. Felix megdöbbenve és megbántódva Oliver átverésétől, úgy dönt, nem szól senkinek, hogy megkímélje saját családját a megaláztatástól, de megparancsolja Olivernek, hagyja el Saltburnt a parti után. Az extravagáns ünneplés során Oliver megpróbálja jóvátenni a Felix iránti szeretetét kifejezve, de Felix elutasítja, és azt javasolja neki, forduljon szakemberhez.
Másnap reggel Felixet holtan találják Saltburn sövénylabirintusában. Oliver feltételezi, Felix halálának köze van ahhoz, hogy Farleigh drogot adott neki a buli alatt, James pedig megvonja Farleigh-től az anyagi támogatást, és megtiltja számára a visszatérést. Oliver gyászolja Felixet, és egyedül látogatja meg a sírját, ahol meztelenül fekszik a sír földjén, és maszturbál rá. Felix temetése után Elspeth ragaszkodik ahhoz, hogy Oliver meghosszabbítsa Saltburnben való tartózkodását. Az egyre zaklatottabb és zavart Venetia megvádolja Olivert, amiért tönkretette a családját. A fiú megpróbálja elcsábítani, de a lány végül visszautasítja. Másnap Venetiát is holtan találják, miután felvágta ereit a fürdőkádban. James elkeseredve, amiért Oliver továbbra is Saltburnben tartózkodik, és Elspeth közel áll hozzá, megzsarolja őt a távozásra, amit Oliver elfogad.
2022-ben Oliver egy újságban olvas James haláláról. Ezt követően egy kávézóban véletlennek tűnő találkozásra kerül sor Elspeth-tel. A nő örömmel látja viszont, és ragaszkodik ahhoz, hogy visszatérjen vele Saltburnbe. Miután néhány hónapot Oliverrel töltött, Elspeth halálos beteg lesz. A halálos ágyán Oliver bevallja Elspethnek, ő a felelős a Saltburnben történt tragikus és borzalmas eseményekért. Ő szervezte meg az első találkozását Felixszel Oxfordban, és megmérgezte Felix italát a labirintusban, ami a halálát okozta. Venetia mellé borotvapengéket is helyezett, miközben fürdött, ezzel bátorítva öngyilkosságára. Még a kávézóban tervezett találkozót is Elspeth-tel, ami után a lány rá hagyta minden vagyonát, beleértve Saltburnt is. Ezután leveszi a lányról a lélegeztetőgépet, és megöli. Mivel most már ő a Saltburn és a Catton család vagyonának tulajdonosa, Oliver boldogan táncol meztelenül a kastélyban.

## Szereplők
| Szerep                              | Színész          | Magyar hang     |
| ----------------------------------- | ---------------- | --------------- |
| Oliver Quick                        | Barry Keoghan    | Jéger Zsombor   |
| Felix Catton                        | Jacob Elordi     | Fehér Tibor     |
| Lady Elspeth Catton, Felix anyja    | Rosamund Pike    | Horváth Lili    |
| Sir James Catton, Felix apja        | Richard E. Grant | Hirtling István |
| Venetia Catton, Felix nővére        | Alison Oliver    | Mentes Júlia    |
| Farleigh Start, Felix unokatestvére | Archie Madekwe   | Kerek Dávid     |
| Pamela, Elspeth barátja             | Carey Mulligan   | Földes Eszter   |
| Duncan, Saltburn inasa              | Paul Rhys        | Bardóczy Attila |
| Michael Gavey, oxfordi diák         | Ewan Mitchell    | Pásztor Dániel  |
| Annabel, oxfordi diák               | Sadie Soverall   | László Lili     |
| India, oxfordi diák                 | Millie Kent      | Dér Marus       |
| Ware professzor                     | Reece Shearsmith | Kardos Róbert   |
| Paula Quick, Oliver anyja           | Dorothy Atkinson | Mics Ildikó     |
| Jeff Quick, Oliver apja             | Shaun Dooley     | Fillár István   |
| Lady Daphne                         | Lolly Adefope    | Nádasi Veronika |
| Henry                               | Joshua McGuire   | Mózes András    |

### Magyar változat
- Magyar szöveg: Petőcz István
- Hangmérnök: Policza Imre
- Vágó: Házi Sándor
- Gyártásvezető: Újréti Zsuzsa
- Szinkronrendező: Aprics László
- Produkciós vezető: Németh Napsugár

A szinkront az Iyuno Hungary készítette el.

## A film készítése
A film Emerald Fennell második filmje íróként és rendezőként, a 2020-as Ígéretes fiatal nő után. 2022 januárjára Tom Ackerley és Margot Robbie produkciós cége, a LuckyChap Entertainment tárgyalásokat folytatott a film gyártásáról, miután korábban együtt dolgoztak Fennell-lel az előző filmjén. 2022 májusában megerősítették, hogy Ackerley, Robbie és Josey McNamara producerként vesznek részt a projektben, valamint bejelentették, hogy Rosamund Pike, Jacob Elordi és Barry Keoghan is csatlakozik a szereplőgárdához.  Keoghan számára a filmben való szereplés miatt le kellett mondania Caracalla császár szerepéről a Gladiátor II. című filmben. 2022 decemberében kiderült, hogy Carey Mulligan is szerepet kapott a filmben.

### Forgatás
A forgatás 2022. július 16-án kezdődött, Linus Sandgren operatőr közreműködésével. A film 4:3 képarányban készült, mivel Emerald Fennell szerint ez olyan hatást kelt, mintha a néző „belelesne” a történésekbe. Fennell célja az volt, hogy a film egyetlen helyszínen játszódjon, és ne egy már ismert birtokon forgassanak. A forgatás többek között az Oxfordi Egyetem Magdalen College, St Hugh’s College és Brasenose College épületeiben zajlott, valamint a Northamptonshire-ben található Drayton házban, amelyet korábban soha nem használtak filmforgatásra. A szerződés értelmében senki sem árulhatta el a ház pontos helyét vagy tulajdonosainak kilétét. Bár a ház belső tere lenyűgöző volt, a színészek idővel megszokták a környezetet, hogy hitelesen ábrázolják azt, ahogy karaktereik számára ez a fényűző hely teljesen hétköznapi otthonként funkcionál. A film kosztümjei a 2000-es évek divatját idézik, feltűnő dzsekikkel, rögbis pólókkal és kihívó ékszerekkel..

## Bemutató
A Saltburn világpremierje az 50. Telluride Filmfesztiválon volt 2023. augusztus 31-én. Az Egyesült Királyságban a 67. BFI London filmfesztivál nyitófilmjeként mutatták be 2023. október 4-én. Ausztráliában is bemutatták az SXSW Sydney rendezvényen, 2023. október 20-án.
Az Amazon 75 millió dollárt költött a forgalmazási jogok megszerzésére. Az Amerikai Egyesült Államokban a Saltburn 2023. november 17-én korlátozott szűmú moziban, majd november 22-én széles körben is bemutatásra került. Eredetileg egy héttel korábban kellett volna bemutatni, de a telluride-i premierjén kapott kezdeti pozitív visszajelzéseket kihasználva későbbre halasztották. A Warner Bros. Pictures gondoskodott a Saltburn brit és írországi bemutatásáról, Ausztráliában november 16-án, az Egyesült Királyságban pedig november 17-én kerül a mozikba.
A film 2023. december 22-én vált világszerte elérhetővé az Amazon Prime Videón. A film nagy népszerűségnek örvendett az Amazon Prime-on, és bekerült a világ 10 legjobb filmbemutatója közé, mivel a nézettség két héttel az indulása után megnégyszereződött. A Deadline Hollywood a film virális marketingjének és a szájról-szájra terjedő híreknek tulajdonította a sikert. A Saltburn témájú videók közel 4 milliárd megtekintést értek el a TikTok-on, hárommillió influencer és tartalomkészítő foglalkozott a filmmel minden platformon, a hivatalos Saltburn közösségi oldalak pedig 153 millió megtekintést értek el.